# 國際布克獎
國際布克獎（英語：International Booker Prize），前称曼布克國際獎，或英仕曼書人國際獎（英語：Man Booker International Prize），是一项在英国颁发的國際文學獎。作为曼布克奖的补充而设立的国际奖是在2004年6月提出来的。这个由英仕曼集團赞助的奖项在2005至2015年间每两年颁发给一位不限国籍的健在作家，以表彰其用英语发表的或者翻译成英语的创作整体。该奖项表彰一位作家的“持续性的创造力和发展，以及在世界舞台上对小说的整体贡献”，并且是对该作家的创作整体的认可，而非仅对某单一小说的认可。
自从2016年起这个奖项的设置有了大规模的调整。现在是每年颁布给一部作品的英文翻译，获奖作品的五万英镑奖金由该书的作者和翻译者平分。
迄今有三位布克國際獎得主日後獲得了諾貝爾文學獎：艾麗斯·芒羅、奧爾嘉·朵卡萩、韓江。

## 歷史
在2004年英仕曼集團宣佈將會創辦新的文學獎，其最初原本只授予給大英國協與愛爾蘭共和國作者之布克獎的擴大國籍版本，並且標榜獎勵作家「持續創作、發展並在世界舞台上的發揚文學作品」；因此該獎項在性質上更接近認可並獎勵作家的文學成就，而不是從參賽者的作品中選出一個文學獎冠軍。而根據規定，該獎項限制每一個人僅能夠獲得一次。
另外在同一年還專門為翻譯人員設立15,000英鎊的布克翻譯獎，以獎勵那些把其他語言的文學作品翻譯成英語的翻譯家們。不過布克翻譯獎的評選不同於一般的評獎程序，其得主並非由評委會投票選出而是交給布克國際獎的得主擇定。
从2016年起，这个奖项和另一个“独立报外国虚构作品奖”（Independent Foreign Fiction Prize）合并。新的奖项名字沿用布克国际奖，新奖将每年评选一次，奖项将授予一部单一的翻译作品，而不是作者的所有作品。获奖作品的五万英镑奖金也将由该书的作者和翻译者平分。

## 得主

### 2005年至2015年
2004年6月2月，阿爾巴尼亞作家伊斯梅爾·卡達萊成為首屆布克國際獎得主，並在6月27日於愛丁堡舉辦的典禮中獲得60,000英鎊的獎金。其中評選委員會主席約翰·凱里評論道：「伊斯梅爾·卡達萊描繪出了完整的文化，包括它的歷史、它的熱情、它的傳說、它的政治和它的災難。他採用了傳統的講故事的方式進行創作，繼承了荷馬史詩的敘事傳統，是一位博學多才的作家。」在这之後的布克国际奖則分別由尼日利亞作家欽努阿·阿契貝（2007年）、加拿大作家愛麗絲·門若（2009年）、美國作家菲利普·羅斯（2011年）、美国作家莉迪亞·戴維斯（2013年）和匈牙利作家克拉斯诺霍尔卡伊·拉斯洛（2015年）获得。
| 年度   | 得主                    | 國籍       | 語言         |
| ------ | ----------------------- | ---------- | ------------ |
| 2005年 | 伊斯梅爾·卡達萊         | 阿尔巴尼亚 | 阿爾巴尼亞語 |
| 2007年 | 奇努阿·阿切贝           | 奈及利亞   | 英語         |
| 2009年 | 艾丽斯·芒罗             | 加拿大     | 英語         |
| 2011年 | 菲利普·羅斯             | 美国       | 英語         |
| 2013年 | 莉迪亞·戴維斯           | 美国       | 英語         |
| 2015年 | 克拉斯诺霍尔卡伊·拉斯洛 | 匈牙利     | 匈牙利語     |

### 2016年起
| 年度   | 作品                                       | 作者                   | 国籍     | 语言       | 英译者          |
| ------ | ------------------------------------------ | ---------------------- | -------- | ---------- | --------------- |
| 2016年 | 《素食者》（채식주의자）                   | 韩江                   |          | 韩语       | 狄波拉·史密斯   |
| 2017年 | 《一匹馬走進酒吧》（סוס אחד נכנס לבר）     | 大卫·格罗斯曼          | 以色列   | 希伯來語   | 杰西卡·科恩     |
| 2018年 | 《云游》（Bieguni）                        |                        | 波蘭     | 波兰语     | 珍妮弗·克洛夫特 |
| 2019年 | 《月亮的女人》（سـيّـدات الـقـمـر، روايـة） | 朱哈·哈尔西            | 阿曼     | 阿拉伯语   | 玛丽莲·布斯     |
| 2020年 | 《不安之夜》（De avond is ongemak）        | 瑪麗克·盧卡斯·莉涅維德 | 荷蘭     | 荷兰语     | 米歇尔·哈奇森   |
| 2021年 | 《灵魂兄弟》（Frère d'âme）                | 大卫·迪奧普            | 法國     | 法语       | 安娜·莫绍瓦基斯 |
| 2022年 | 《沙墓》（रेत समाधि）                         | 吉坦贾利·什里          | 印度     | 印地语     | 黛西·罗克韦尔   |
| 2023年 | 《时间庇护所》（Времеубежище）             | 格奥尔基·戈斯波迪诺夫  | 保加利亚 | 保加利亚语 | 安吉拉·罗德尔   |
| 2024年 | 《卡伊洛斯》（Kairos）                     | 燕妮·埃彭贝克          | 德国     | 德语       | 迈克尔·霍夫曼   |
| 2025年 | 《心灯》（ಎದೆಯ ಹಣತೆ）                        | 巴努·穆什塔克          | 印度     | 卡纳达语   | 迪帕·布斯蒂     |

## 爭議
台灣作家吳明益的小說《單車失竊記》（The Stolen Bicycle）入圍2018年的曼布克國際獎，原本名單中吳明益的國籍為「台灣」，然而主辦單位收到中國駐倫敦大使館抗議之後，將吳明益的國籍改為「中國台灣」。對於此次更動，曼布克獎發言人史普蘿伊（Truda Spruyt）表示主辦單位理解吳明益的立場，在整個過程中也持續告知相關訊息。吳明益則在自己的臉書發表聲明：
在國際曼布克獎的長名單公布後，主辦單位網頁已將Taiwan更改為Taiwan, China。這和我個人的立場不同，我會尋求協助，向主辦單位表達我的個人立場。
Since the publication of the longlist for this year's Man Booker International award, my nationality on the webpage has been changed from Taiwan to Taiwan, China, which is not my personal position on this issue. I will therefore seek assistance in expressing my personal position to the award organization.
中華民國外交部在收到這項消息之後，也要求駐英國代表處向主辦單位表達嚴正關切。主辦單位在與事件相關人士溝通，以及收到英國外交部對於術語的說明之後，於2018年4月4日修改了網頁內容，在整份名單之前註明「Author (country/territory)」（即作家所属的国家/地区），吳明益在这一栏所对应的地方显示「台灣」。

## 外部連結
- 布克国际奖官方网站 （页面存档备份，存于） （英文）